# Kelmayisaurus
Kelmayisaurus petrolicus
Genre
Espèce
Kelmayisaurus est un genre éteint de dinosaures théropodes classé dans la famille des carcharodontosauridés.

## Découverte
Kelmayisaurus petrolicus, la seule espèce rattachée au genre a été découverte puis décrite par Dong Zhiming en 1973 sur le site de Wuerho en Chine, elle est datée de la fin du Crétacé inférieur (Aptien-Albien).

## Description
Très peu de fossiles de Kelmayisaurus ont été exhumés, mais Dong a estimé que l'espèce type Kelmayisaurus petrolicus mesurait entre 10 et 11 mètres de longueur. Comme tous les Carcharodontosauridae, Kelmayisaurus était un grand prédateur bipède avec une longue queue et un gros crâne. Étant donné que l'on peut voir des dents de remplacement sur le fossile, il est possible que les dents de Kelmayisaurus se renouvelaient tout au long de sa vie si elles tombaient ou étaient cassées.

## Paléoécologie
Kelmayisaurus a été découvert aux côtés de Wuerhosaurus (un stégosauridé), sur le site géologique de Wuerho.